# ウッディウッドペッカーのゴー!ゴー!レーシング
『ウッディウッドペッカーのゴー!ゴー!レーシング』（英:Woody Woodpecker Racing）は、コナミが2000年に発表したレースゲーム。

## プレイ内容
ウッディ・ウッドペッカーと仲間たちを1人ずつ選択し、自分で選んだキャラクターをカーレースに出場させてレーシングバトルを行う。